# Tabanus jacobi
Tabanus jacobi är en tvåvingeart som beskrevs av Coher 1963. Tabanus jacobi ingår i släktet Tabanus och familjen bromsar.
Artens utbredningsområde är Nepal. Inga underarter finns listade i Catalogue of Life.